# Pentamera dubia
Pentamera dubia is een zeekomkommer uit de familie Phyllophoridae.
De wetenschappelijke naam van de soort werd in 1951 gepubliceerd door Gustave Cherbonnier.